# 大專院校教授涉挪用國科會補助款弊案
大專院校教授涉挪用國科會補助款弊案，又稱台灣教授假發票案、大學教授詐領國科會補助款案，是於2012年在台灣爆發的法律案件。受陳水扁國務機要費案、中華民國首長特別費事件影響，檢調單位全面清查國科會計劃，發現多位教授以無關實際支出的發票來報銷國科會計劃中所使用的研究經費。據媒體引述，共有約1500名國立大學教員涉案，檢調單位陸續約談了其中約700人。
至2024年9月為止，各地地檢署共約談數百名被告，包括台大、成大、嘉義、中正、中山等大學的教授，及高雄榮總、成大醫院醫師和國立海洋生物博物館研究員等共三十五人，其中台大就有十二個教授被約談。

## 源起
2011年11月，法務部廉政署偵辦中央研究院生物醫學科學研究所博士蕭雅文涉嫌長期詐領國科會補助經費案，搜索元霖文具行時，意外查到元霖與上千名教授交易內帳。廉政署請教育部政風司查核發現，竟有數百名教授涉案情節與蕭雅文雷同，其中多名醫院醫師、國立大學教授均涉嫌利用不實發票核銷國科會補助款。經與檢察官研商後，廉政署決定將教授詐領補助款案交由法務部調查局台北市調查處接續偵辦。

## 涉案人員

### 有罪部份
- 前國立嘉義大學教授余哲仁被控以34萬元的研究經費購買兩台酒精泵浦，再請廠商開假發票報帳，被依貪污罪判刑3年6月確定，於2013年5月底假釋。[1]
- 2013年1月，彰化地檢署檢察官以貪污罪起訴17名國立陽明、國防、及台中教育大學的教授，2015年9月被臺灣高等法院臺中分院依商業會計法判處有期徒刑2～8個月，均得易科罰金定讞。
- 中正大學教授林昭任被控接受國科會委託購買的器材驗收不實，盜賣實驗室器材、挪用補助款購買電腦私用，不法所得200萬元；一審被判10年，二審判5年，最高法院2013年4月發回更審，2014年12月更一審改判2年，緩刑5年定讞。
- 2014年12月起，台北地檢署檢察官陸續偵結，共91名教授、助理人員依違反商業會計法、偽造文書罪、詐欺罪獲得緩起訴處分確定。
- 2015年1月，台南地檢署調查國立成功大學教職人員涉民間公司不實發票向成大校方核銷請領公款案，檢察官查出成大航太、政治等系的教授、副教授、助理教授到專案人員有21人涉類似案件，共不實請領80多萬元，均以商業會計法罪嫌對21位教職人員緩起訴處分1年，每人都要向國庫交3萬元確定。
- 2015年12月，國立臺灣大學大氣科學系教授助理王美雲被臺北地方法院依商業會計法判處拘役40日，緩刑2年，向公庫支付新臺幣4萬元定讞。
- 2016年6月，國立臺灣大學森林系教授王亞男被臺北地方法院依商業會計法判處有期徒刑4個月，緩刑2年，向公庫支付新臺幣20萬元；研究助理劉子棻亦依商業會計法判處有期徒刑3個月，緩刑2年，向公庫支付新臺幣5萬元定讞。
- 2018年11月，士林地檢署檢察官偵結，台北榮總7位教授、名醫，涉以假發票浮報請領補助款，獲得緩起訴處分確定，但須支付公庫3萬至4萬元的處分金。
- 2019年8月，台北地檢署檢察官偵結，依詐欺、偽造文書、違反商業會計法起訴國立台灣科技大學教授鄭明淵；學生、助理及廠商等36人依違反商業會計法、偽造文書罪、詐欺罪獲得緩起訴處分確定。2021年5月11日，臺北地方法院依三人以上共同詐欺取財罪、商業會計法等罪判處鄭明淵有期徒刑2年，緩刑5年定讞。
- 2019年11月，台北地檢署檢察官諭令台北科技大學經營管理系教授林鳳儀50萬元交保，昔日學生吳姓廠商以20萬元交保，林女的男性親友5萬元交保，另名親友獲請回。2021年3月24日，台北地檢署檢察官偵結，給予林鳳儀緩起訴處分，期間3年，命她支付公庫65萬元、40小時法治教育，吳姓學生因提供不實發票，亦獲緩起訴處分2年，支付公庫25萬元、20小時法治教育。

### 無罪部份
- 慈濟大學徐姓女教授遭控利用國科會研究計畫經費78萬餘元，支付丈夫牙醫診所陳姓助理薪水，夫婦分別被花蓮地方法院依詐欺罪判處有期徒刑2年10個月、2年6個月。他們不服提起上訴，經花蓮高分院審理，撤銷原判決，2人獲判無罪定讞 。
- 2014年12月，台北地檢署檢察官偵結，有5名教授因助理坦承隱瞞教授持假發票核銷經費，教授本人對此並不知情，獲得不起訴處分確定。

### 偵查、審理中
- 2012年3月，台北地檢署檢察官諭令台大物理治療系助理教授簡盟月3萬元交保候傳，仍在偵查中。
- 2012年3月，台北地檢署檢察官諭令台大生化科學所副教授果伽蘭2萬元交保候傳，仍在偵查中。
- 2012年3月，台北地檢署檢察官諭令台師大地球科學系教授簡芳菁8萬元交保候傳，仍在偵查中。
- 2012年3月，台北地檢署檢察官諭令台師大餐旅管理與教育研究所教授孫瑜華5萬元交保候傳，仍在偵查中。
- 2015年1月，台南地檢署檢察官調查國立成功大學教職人員涉民間公司不實發票向成大校方核銷請領公款案，檢察官查出成大航太、政治等系的教授、副教授、助理教授到專案人員有數十位教職人員涉案，仍在偵查中。
- 2015年8月，台北地檢署檢察官偵結，中研院生物醫學科學研究所博士蕭雅文等35人依違反商業會計法等罪起訴。2019年1月，台北地方法院依商業會計法等罪判處蕭雅文等33人拘役20日～有期徒刑1年10個月不等的刑度，均得易科罰金，有2人獲判無罪。2021年8月18日，台灣高等法院二審宣判，蕭雅文等5人依商業會計法等罪判處有期徒刑2個月～2年8個月不等的刑度，均得易科罰金。

## 查扣物件
查扣挪為私用的產品五花八門，包括的COACH包、50吋液晶電視、SONY四十六吋液晶電視、洗衣機、MontBlanc（萬寶龍）鋼筆，另有郵局禮券、7-11禮券、SOGO禮券、儲值超過五千元的中油卡、悠遊卡等。

## 最高法院決議
最高法院一○三年度第十三次刑事庭會議決議 （103年8月12日）
- 公立大學教授受政府、公立研究機關（構）或民間之委託或補助，負責科學技術研究計畫，由學校出面簽約，受託或受補助之研究經費經撥入學校帳戶，其辦理採購事務，是否具刑法公務員身分？

乙說（否定說）：
- 1. 現行刑法已採限縮舊法公務員之定義，刻意將公立醫院、公立學校、公營事業機構人員，排除在身分公務員之外。
  2. 雖然立法理由中，又將依政府採購法規定之各公立學校、公營事業之承辦、監辦採購等人員，列為刑法第十條第二項第一款後段之「其他依法令從事於公共事務，而具有法定職務權限者」（授權公務員），然則較諸身分公務員，其性質上既屬次要、補充之規範，解釋上自應從嚴限縮。此觀諸政府採購法第九十五條規定，是類採購人員，宜以專業人員為之，並特別設有一定之資格、考試、訓練、發證及管理，作配套規範甚明，益見所謂承辦、監辦採購等人員，係以上揭醫院、學校、事業機構之總務、會計等專業人員為主；至於非專業之人員，仍須以採購行為所繫本身之事務，攸關國計民生之事項者為限。
  3. 再由修法理由對非身分公務員之職能性公務員（授權公務員、委託公務員），所指「從事法定之公共事務」、「公務上之權力」等字詞，並參照國家賠償法有關行政委託之界定，本於刑法謙抑思想，作為最後手段性之刑法，其涵攝自應較諸行政法愈為嚴格。易言之，所稱公共事務或公務權力，除所從事者為公權力行政（高權行政）外，雖有包括部分之給付行政在內，惟應以學說上之通說，亦即以攸關國計民生等民眾依賴者為限，此從刑法學界對公共事務之看法，認為必須兼備對內性與對外性二種要件，亦可印證。
  4. 題示從事科學研究計畫之公立大學教授（下稱主持教授），既非總務、會計人員，採購物品，並非其法定職務權限，實際上，其任務主要係在於提出學術研究之成果，政府或公立研究機關（構）對於主持教授，並無上下從屬或監督之對內性關係，人民對於主持教授學術研究之成果，亦毫無直接、實質的依賴性及順從性，遑論照料義務。是主持教授雖有辦理採購，仍不符合公務員有關公共事務、法定職務權限等要件，自非刑法上之公務員。具體而言，請購物品（非採購）固勿論；縱有直接辦理採購事務，依政府採購法規定意旨及法律解釋之原則，因非專業之人員，且所涉亦非攸關國計民生之事項，同非在授權公務員之列。況其後修正通過之技術基本法，為杜爭議，已經直接在第六條第四項明文 ，上揭各情形，不適用政府採購法之規定，排除授權公務員之適用；至於科學技術基本法雖有子法即科學技術研究發展採購監督管理辦法之設，僅為內部管理之便，不能超越該母法及政府採購法規定意旨，採取更為寬鬆之解釋，不應因此被視成委託公務員。
  5. 倘主持教授有詐領或溢領補助經費等情形，則視具體案情，依刑事法相關之規定論處，自不待言。

- 公立大學教授受政府、公立研究機關（構）或民間之委託或補助，負責科學技術研究計畫，由學校出面簽約，受託或受補助之研究經費經撥入學校帳戶，其辦理採購事務，是否具刑法公務員身分？

乙說（否定說）：
公立大學教授受民間委託或補助，負責執行科學技術研究發展計畫，由學校與委託或提供補助者簽約，受託或補助之研究經費撥入學校帳戶，該教授為執行此項科學技術研究發展計畫而參與相關採購事務，因經費既係來自民間，即不涉及國家資源之分配使用，而與公共事務無涉，非屬授權或委託公務員，自不能認為具有刑法上之公務員身分。

## 偵辦標準
檢察總長黃世銘於2012年開會統一偵辦標準，公立大學教授若以不實單據購買與研究無關的物品私用，就構成利用職務上之機會詐取財物的貪污罪，可處七年以上徒刑，得併科六千萬元以下罰金。
- 2014年6月24日，最高法院刑事庭會議開會討論此議題，認定辦理採購的公立大學教授未從事公共事務（限於公權力的行使），也沒有法定職務權限，不是《刑法》定義的公務員，不適用貪污治罪條例。
- 2014年10月3日，檢察總長裁示公立教授不具《刑法》的公務員身分，不依貪污罪偵辦。相關案件改依最重五年以下的偽造文書、詐欺等輕罪偵辦，而教授不實核銷取得的補助款，若仍用於公用事項，依偽造文書、商業會計法偵辦；如流於私用，依偽造文書、商業會計法、詐欺罪偵辦；若認罪，檢方可予以緩起訴處分，否認犯罪，檢方就依罪證起訴，而詐款私用者另須追繳不法所得。

## 反應

### 行政部門
- 教育部長蔣偉寧，為此緩頰。
- 國科會主委朱敬一，為此緩頰。朱敬一說，學者作法多數是「買A物、報B帳」，若將公款放進個人口袋當然應嚴辦，但若錢都用於研究，沒進私人口袋，以貪污罪起訴恐怕就太過嚴厲，且教授專長不是報帳，如此可能打擊台灣學術研究環境，未來將留不住人才。
- 中研院長翁啟惠，為此緩頰。翁啟惠說，「公款私用即為貪污」，但若是因制度僵化所致，希望檢調偵辦能彈性處理，不要讓國際認為台灣學術界好像都在貪污，否則會損傷台灣競爭力。
- 對於近500名大學教授涉案，國科會副主委孫以瀚表示，相信多數教授都不是中飽私囊，可能是教授或助理報帳時便宜行事。
- 教育部高教司長何卓飛說，建議未來可以提供更多經費使用彈性，避免類似弊端。
- 台大主祕張培仁表示究責問題，「等判決確定再懲處。」
- 教育部人事處長陳國輝說，涉案教授依法重可解聘、停聘或不續聘，輕可減薪。

### 教育部門
- 一名多次承接國科會研究計劃的劉姓教授說：「99%承接國科會研究專案的老師或助理，都有用假發票、收據核銷剩餘經費。」他嘆氣說：「並非所有跟廠商合作的老師都貪污，有些確實為了研究才鋌而走險。」
- 台中一名大學公共工程科系不具名教授指出，一般教授平常專責教學，對於帳款及發票、採購一竅不通，繁複的銷帳法令更搞不懂，為順利完成計劃銷帳拿到錢，到處找發票報帳是很普遍。
- 成功大學校長黃煌煇說，會有這麼多教授涉案，「是制度上的問題」，他認為相關會計制度應更有彈性。
- 清華大學榮譽講座教授李家同教授認為，可能只有極少數教授把錢拿進自己口袋，大部分仍用在研究上，「不過再怎麼說，拿假發票核銷國科會經費就是不對的。」他建議應要深切檢討此種補助制度。

## 法律爭議
此案涉及數個法律上的爭議，例如，國立大學教授被認定是公務員，因此遭到以貪污罪起訴；但相同的行為，私立大學教授與研究員，就不會遭到起訴。同樣行為，但法律認定不同，引發爭議。
涉案教授認為，他們以假發票來報帳，是因為國科會經費核銷的方式過於繁鎖。且，若研究經費皆屬公款公用，只是報銷方式有問題，根據馬英九大水庫理論的前例，應判無罪。

## 後續
- 2013年6月，立法院再度通過會計法修正案，將民意代表與大專院校教授以假發票報帳行為除罪化，並溯及既往。因修法過程中，條文中漏掉「教」字，使教授無法比照民意代表除罪，此修正案因而被稱為「顏清標條款」，引發民意憤怒。一週後馬英九總統召開記者會道歉，責成行政院進行覆議，立法院召開臨時會，同意覆議，修法退回該決議，是為「會計法第99-1條修正烏龍事件」。
- 台大名醫柯文哲也因為公款報銷與實際支出不符而遭調查，「被國家機器惡整」的感受也是他參選台北市長的原因之一（在此之前，民進黨一直勸進他出來選台北市長，但是他不同意）；而後柯文哲以高票當選台北市長，民進黨也在國民黨攻擊柯文哲的過程中受惠，獲得超於預期的勝利。

## 評論
- 2013年9月23日，柯文哲於東華大學演講主題「文明的社會」中提及此事件，延續他於五月被約談後的言論，認為這是現行法治仍有的五大盲點之一：「實在無法執行」。但即便是國科會肯定也深知法令有問題而導致人人犯罪的現象，社會也未曾能提出實際作為改善。很多事情即便是事件後也不見得有實際改善，但是這卻已經是我們現有文化一部分了,表示這是制度設計錯誤使然[2]。「一個司法制度搞到幾百名教授涉案，這很清楚是整個社會在空轉。感覺上每個人都很認真，但是卻像是在做虛工。[3]」

## 可能危害
《新新聞》雜誌報導指出，國安體系認為中共利用此案件，有計畫有、策略性的聘得對台灣國安有重大影響的知名學者陳錕山，主要就是在檢調體系大舉偵辦大學教授虛報研究費的案件，檢調單位的偵辦方法，讓許多教授害怕冤獄、或因為被收押而失去學術生命，陳錕山保護妻小、將他們送往美國定居，中國大陆在此时聘请陳錕山，其時機非常巧合。

## 外部連結
- 國科會：教授報假帳認貪污太嚴厲　檢：私用即貪污(NOWnews 今日新聞網2013/01/06)
- 扯 洗衣機報公帳 27教授涉貪曝光（页面存档备份，存于）(蘋果日報2013/01/08)
- 台大、榮總、成大涉詐領補助款　百位教授級名醫恐挨告(中時電子報)
- 污點證人舉發 檢方偵辦500教授 假發票領公款（页面存档备份，存于）(蘋果日報2013/05/26)
- 台、政、師大22教師捲入醜聞╱假發票詐研究費 5教授交保候傳(自由時報2013/05/27)
- 涉詐領研究費 上千教授解套沒有國賠問題(自由時報2013/06/02)
- 被控詐國科會78萬 教授無罪定讞 （页面存档备份，存于）聯合報